# جولالاي إسماعيل
جولالاي إسماعيل (باللّغة البشتوية ګلالۍ اسماعیل، وباللّغة الأرديّة گلالئی اسماعیل، من مواليد عام 1986) هي ناشطة في مجال حقوق الإنسان باشتونيّة من إقليم خيبر بختونخوا الباكستاني وهي رئيسة منظّمة الفتيات الواعيات ورئيسة منظّمة بذور شبكة السلام (يجب عدم الخلط بين هذه المنظّمة وبين منظّمة بذور السلام التي تعمل مع الشباب في 27 دولة حول العالم من بينها باكستان). المواضيع الرئيسيّة التي تتحدّث بها جولالاي في المؤتمرات العالميّة هي تعزيز السلام، وتمكين المرأة. جولالالي إسماعيل حاصلة على جائزة إنسانيّ العام الدوليّة المقدّمة من الاتّحاد الدوليّ للدراسات الإنسانيّة والأخلاقيّة، وحاصلة أيضاً على جائزة منع نشوب الصراعات من مؤسّسة شيراك. جولالاي هي أيضاً ناشطة في حركة حماية البشتون (PTM) التي تنظّم حملات لحماية حقوق الإنسان لشعب البشتون، وهي عضو في مجلس إدارة منظّمة إنسانيّون الدوليّة.

## الحياة المبكّرة والنشاط
ولدت إسماعيل في عام 1986 في مستوطنة سوابي الباكستانيّة، ونشأت ابتداءاً من عمر التاسعة في مدينة بيشاور، في باكستان. والد جلالي هو الأستاذ الناشط في مجال حقوق الإنسان محمد إسماعيل، تعلّمت إسماعيل منذ نعومة أظفارها حول التمييز الجنساني، وحقوق المرأة، وحصلت في عام 2012 على درجة الماجستير في التكنولوجيا الحيويّة من جامعة القائد الأعظم في إسلام أباد. عندما كانت جولالاي في عمر السادسة عشر، أسّست مع شقيقتها سابا إسماعيل منظّمة فتيات واعيات غير الحكوميّة والهادفة إلى محاربة ثقافة العنف ضدّ المرأة واضطهادها، وكان مقرّها في مقاطعة خيبر بختونخوا الريفيّة في شمال غرب باكستان، قالت جولالاي في مقابلة أجريت معها في عام 2011: 
«أسّستُ منظّمة فتيات واعيات عندما كنت في السادسة عشر من عمري لأنّني كنت كلّما ألقي نظري على أيّ مكان أرى بناتٍ يتمّ التعامل معهنّ بطريقة مختلفة عن الصبيان. كان عُمُر ابنة عمّي عندما تمّ ترتيب زواجها من رجل يكبرها مرّتين  15عاماً، فلم تتمكّن من إتمام تعليمها، بينما تمكّن أبناء عمومتي من الصبيان من ذلك. كان ذلك أمراً عاديّاً. كانت الفتيات يدركن أمر التفرقة هذا–فالمرأة التي تعاني من العنف ولا تتفوّه ببنت شفة حول هذا الأمر كانت تتلقّ الكثير من الإعجاب من أهالي القرية وتُعتبر قدوة ونموذجاً يُحتذى به، فالمرأة الجيّدة هي المرأة الراضخة لزوجها أو لوالدها. قامت منظّمة فتيات واعيات بنشر التوعية حول المساواة في المكانة. لقد قمنا بتعليم الفتيات حول حقوق الإنسان وعلّمناهم المهارات القياديّة وحول كيفيّة النقاش مع عائلاتهم وآبائهم حول تلقّيهم التعليم والتحكّم بحياتهم الخاصّة.»
كان هدف إسماعيل هو جمع نشطاء السلام معاً من أجل مناقشة طرق النهوض بالمقاومة السلميّة ضدّ طالبان وتشجيع المزيد من النساء على الانخراط في الأعمال السياسيّة، والتحقيق في الأثر النفسيّ للإرهاب على الأطفال والعائلات. كانت ملالا يوسفزي إحدى المُنتسبات لجمعيّة الفتيات الواعيات في عام 2011. انتقدت جولالاي استراتيجيّة المنع التي اتّبعتها الحكومة البريطانيّة واعتبرت أنّه من الممكن أن تقود هذه الاستراتيجيّة إلى عزلة المسلمين، ومن الممكن لها أيضاً أن تقود الأفراد المُعرّضين للعنف إلى الإرهاب. ناهضت إسماعيل أيضاً قوانين التجديف في باكستان، وتحدّثت عن آثار هذه القوانين على الخطاب التقدّمي، والنضال العلمانيّ، وعلى السلامة الشخصيّة للنشطاء العلمانيّين. فقالت: «إنّني مقتنعة أنّه في حال انعدام الديموقراطيّة العلمانيّة في باكستان، فإنّنا لن نتمكّن من تحقيق السلام فيها».
بالإضافة إلى تأسيس جولالاي لمنظّمة فتيات واعيات التي استمرّت في ترأّسها، فقد أنشأت أيضاً منظّمة بذور شبكة السلام في عام 2010، وقامت بتثقيف الشبّان حول حقوق الإنسان والقيادة السياسيّة، وقامت أيضاً بتشجيع فكرة مشاركة النساء في الحياة السياسيّة في باكستان، وتشجيع التسامح بين الأفراد الذين ينتمون إلى معتقدات مختلفة. جاءت جولالاي بفكرة منظّمة بذور شبكة السلام كردّ على ما رأته من ازدياد في تحوّل الرجال والنساء إلى «الطالبانيّة» وتحويلهم إلى ميليشيات في مستوطنة سوابي، ومناطق ريفيّة أخرى يتميّز عمل جولالاي إسماعيل وفقاً للمؤتمر الإنسانيّ العالميّ بـ «تعزيز السلام والتعدّديّة، متحدّية بذلك التطرّف الديني والتشدّد، وتعزيز الحكم الرشيد في المناطق المتضرّرة من التطرّف، وتأمين تعليم مدنيّ للأشخاص اليافعين، وتعزيز الديموقراطيّة، وإدراج النساء في السياسة».
كانت جولالاي بين عامي 2009 و 2011 عضواً في اللجنة التنفيذيّة لمنظّمة شبّان إنسانيّون الدوليّة، وشغلت بين عامي 2010 و 2012 منصب عضو مجلس في الشبكة النسائيّة العالميّة للحقوق الإنجابيّة. عملت أيضاً في الفريق العامل المعني بالشؤون الجنسانيّة في الشبكة المتّحدة لبناة السلام الشباب (UNOY) وهي عضو في الشبكة الديموقراطيّة الآسيويّة. جولالاي هي الآن عضو مجلس إدارة منظّمة إنسانيّون الدوليّة.

اتّسع نطاق منظّمة إسماعيل ليشمل تعليم موضوعات تتطرّق إلى أساليب الوقاية والعلاج من فيروس نقص المناعة المكتسب والأيدز، وإلى عمليّات الإجهاض المأمونة، واستمرّت بالمشاركة في مؤتمرات عالميّة للحديث ونشر الوعي حول بناء السلام، التسامح، وحقوق المرأة. عملت إسماعيل أيضاَ مع شقيقتها سابا كمستشارتيّن في حقوق المرأة وفي شؤون السلام في الأمم المتّحدة وفي دوائر حكوميّة أمريكيّة، تعرّضت جولالاي للتهديد بسبب نشاطها، وأُجبرت على العودة إلى مسقط رأسها. حاول 4 رجال محمّلين بالسلاح اقتحام منزل عائلتها في 16 مايو /أيّار من عام 2014، وقاموا بالصياح منادين على جولالاي التي تأخرت عن وصولها لمنزلها بسبب فقدان أمتعتها في المطار. صرّحت جولالاي إسماعيل في مقابلة أجرتها مع شبكة BBC الإعلامية متعأمتعتها في المط:
«أدرك تماماً المخاطر الأمنيّة الكبيرة التي تحيط بي، وأخشى في بعض الأحيان على حياة عائلتي.. اضطررنا على الانتقال من مكان إقامتنا مراراً وتكراراً، غيّرنا منزلنا بسبب انعدام الأمن... الأمر الذي أعتبره بمثابة رسالة من الرسائل الإيجابيّة التي تؤكّد أنّ لأعمالي التي قمت بها تأثيرٌ كبير، وهم ويريدون بثّ الرعب في قلبي لكي أبقى صامتة». 
وضعت جولالاي خطّ ماراستيال الهاتفي في الخدمة لتقديم المساعدة في إعطاء النصيحة وتقديم يد العون للنساء من ضحايا العنف القائم على أساس التمييز الجنساني وأولئك اللائي يعانين من خطر التعرّض لهذا النوع من العنف. قدّمت هذه الخدمة المساعدات القانونيّة والطبّيّة والمعلومات الإسعافيّة في حالات الطوارئ والمشورات العاطفيّة، وانطلقت هذه الخدمة من مدينة بيشاور.

## التخويف والعقاب
قام رئيس برلمان الشباب حمزة خان في شهر نوفمبر/ تشرين الثاني من عام 2017 بوضع صورة وفيديو لجولالاي إسماعيل على وسائل التواصل الاجتماعي متّهماً إيّاها بالتجديف، وهي تهمةٌ يُعاقب عليها بالقانون الباكستانيّ بالإعدام، وحثّ اتباعه على قتلها كونها كافرة. رفضت جولالاي التهديد، وقامت في شهر فبراير/ شباط من عام 2018 بتقديم دعوى قضائيّة ضدّ حمزة خان الذي اعتُقل بدون كفالة. قالت جولالاي في تصريح لها: 
لم أكن أدافع عن نفسي فقط، فهذا التحرّك القانوني سيعطي صوتاً للأناس الآخرين الذين تمّ اتّهامهم زوراً بالتجديف. لن أبقى صامتة. لست خائفة من هؤلاء الجبناء. سوف أكافحهم وأثبت أنّهم مخطئون. 
اعتقلت إسماعيل في شهر يوليو/ آب من عام 2018 في سوابي بتهمة «إصدار تعليقات ضدّ الدولة باستخدام لغة تحريضيّة» تبعتها مظاهرة نظّمتها حركة حماية البشتون ضدّ الانتهاكات المزعومة لحقوق الإنسان التي يرتكبها الجيش الباكستاني ضدّ مجموعة البشتون العرقيّة. واجهت إسماعيل الاتّهامات إلى جانب 18 شخصاً آخر ونفت التهم الموجّهة لها.
في 20 سبتمبر 2019 هربت إسماعيل إلى الولايات المتحدة بسبب انتقادها للجيش، حيث كانت السلطات الباكستانية تلاحقها بتهمة تقول إنها «نشاطات معادية للدولة»، و«التحريض على العنف»، وتواجه ست قضايا في المحاكم الباكستانية.